# Bryggeriteatern

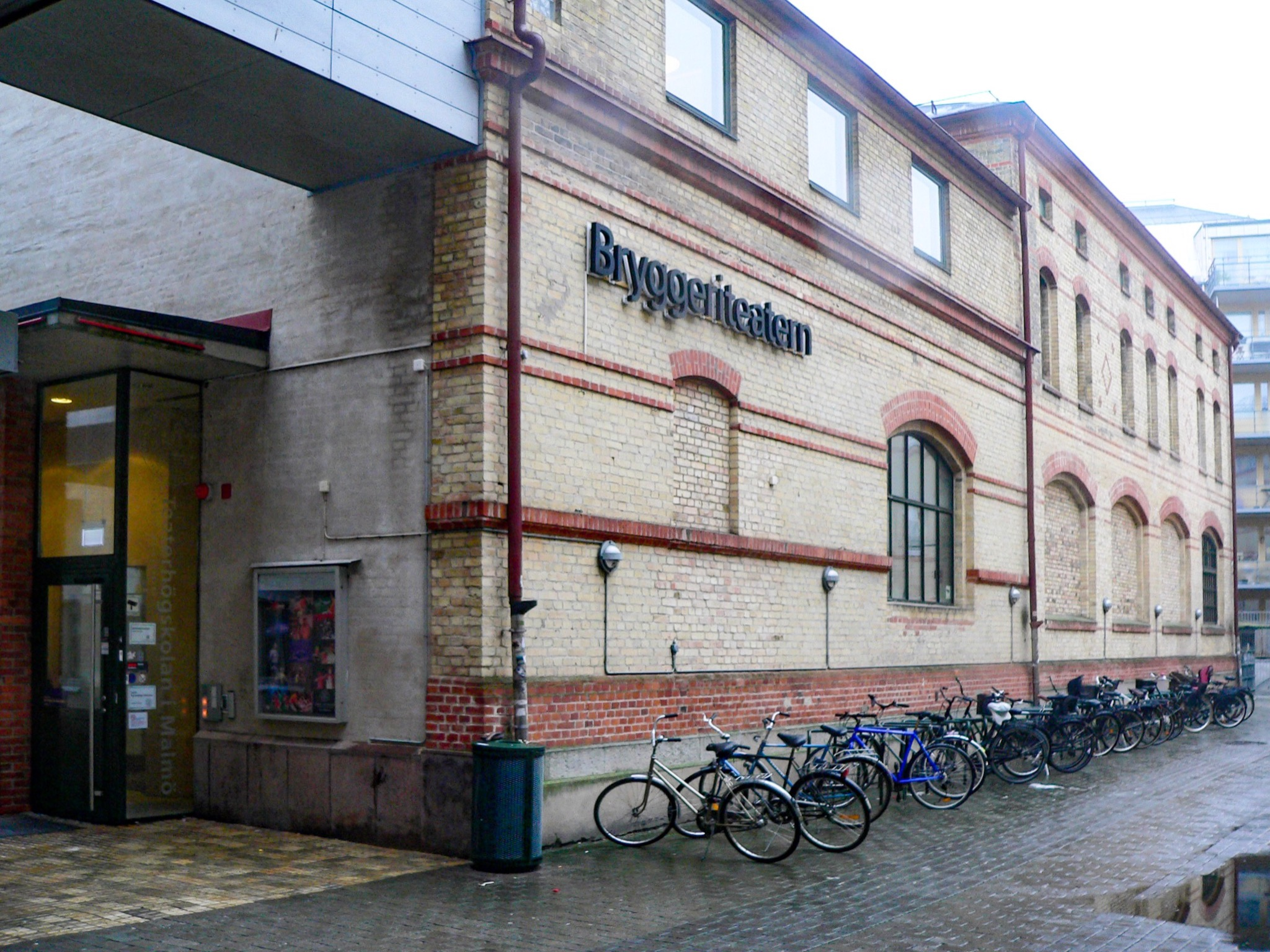
Bryggeriteatern är en del av Teaterhögskolan inom Mazetti/Bryggeriet.

Bryggeriteatern är Teaterhögskolans scen i Malmö. Den ligger på Bergsgatan, i anslutning till Kulturhuset Mazetti, där också själva skolan ligger sedan 2007. Bryggeriteatern invigdes 2004 och har framförallt använts för examensklassernas föreställningar, men skolan har även annan aktivitet i huset.